# Saint-Setiers
 (avril 2017).
Saint-Setiers [sɛ̃ sətje] est une commune française située dans le département de la Corrèze, en région Nouvelle-Aquitaine.

## Géographie

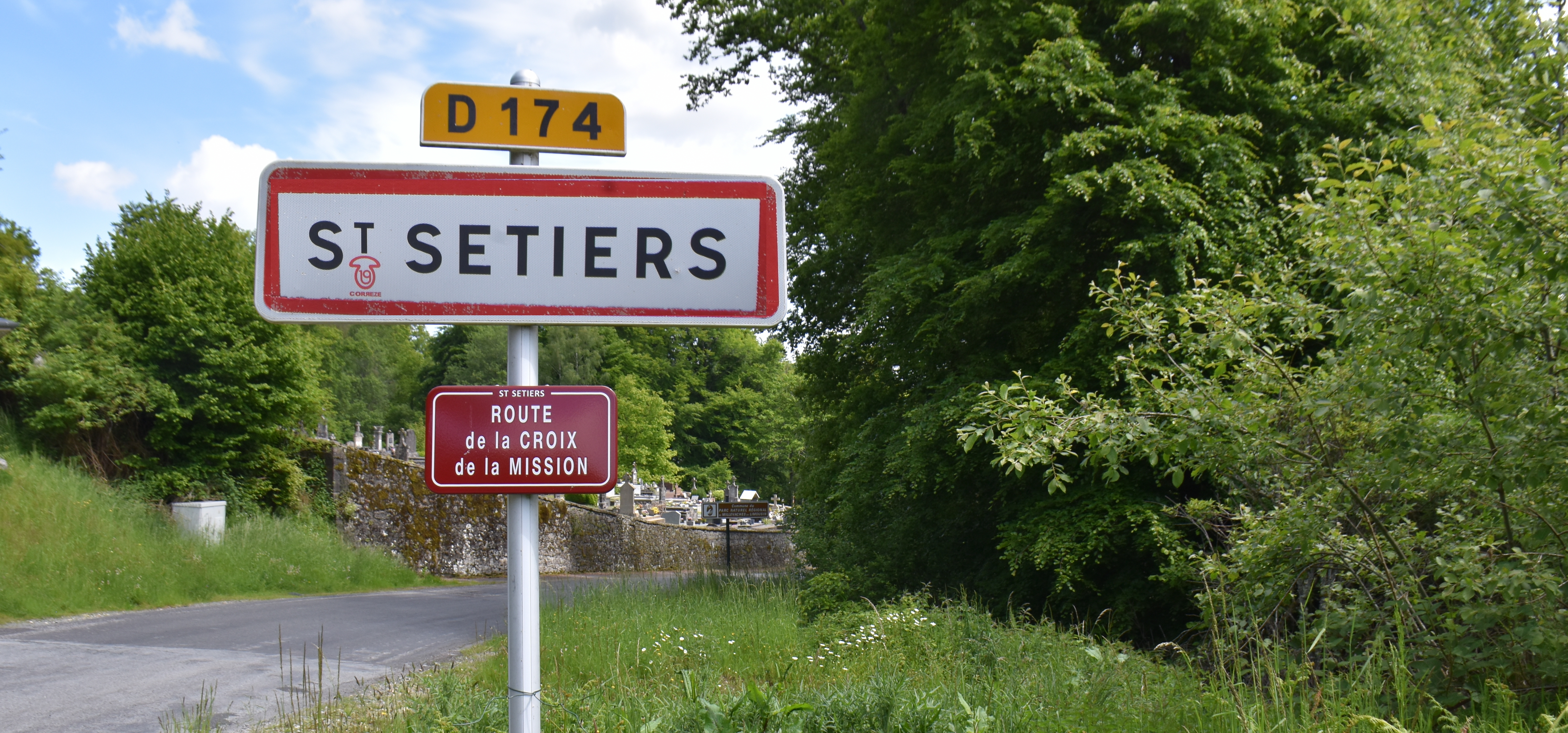
Une entrée du bourg.

### Généralités

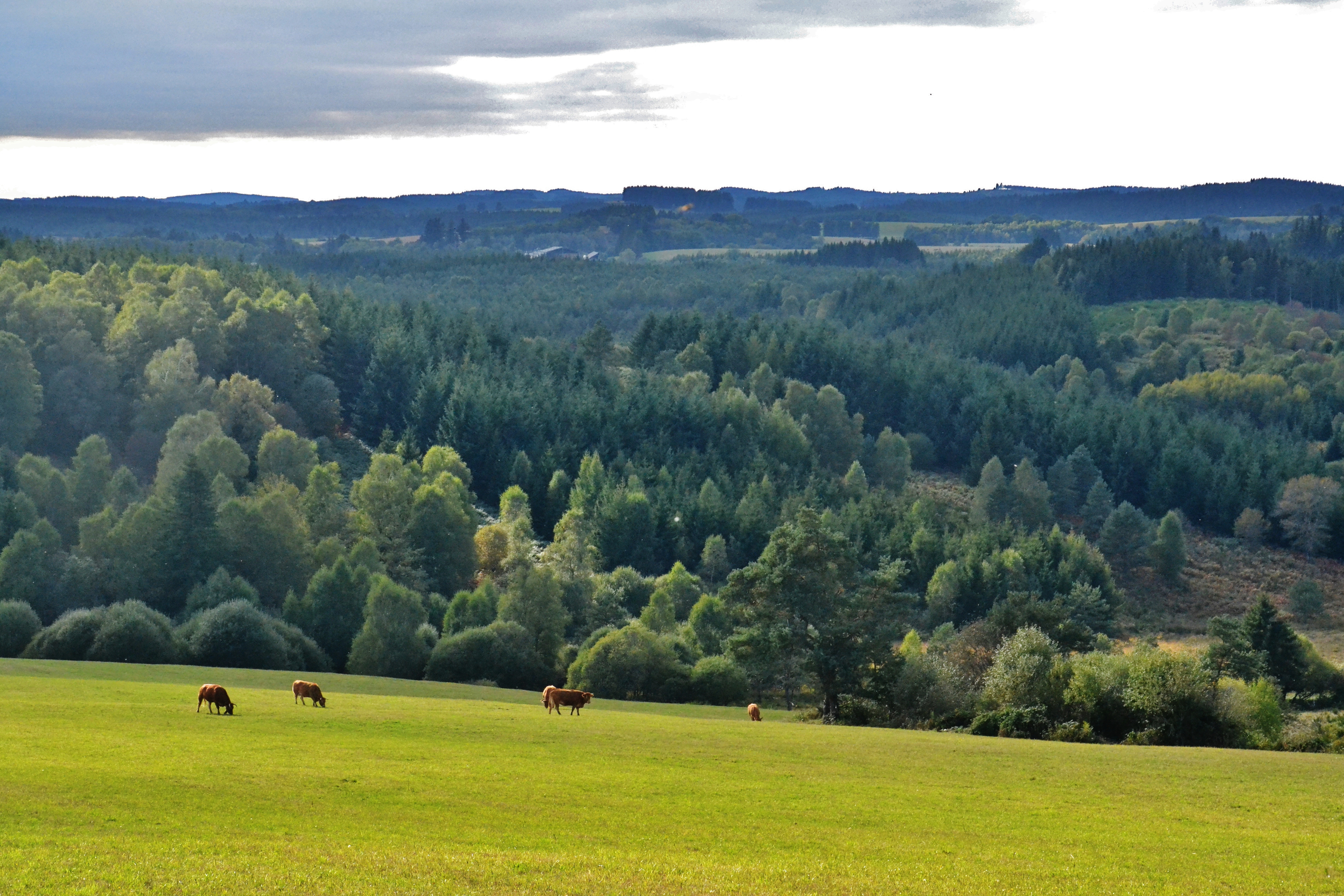
Le plateau de Millevaches vu depuis le sud-ouest de la commune.

Dans le quart nord-est du département de la Corrèze, sur le plateau de Millevaches, la commune de Saint-Setiers s'étend sur 46,78 km2. Située sur la ligne de partage des eaux entre le bassin versant de la Dordogne et celui de la Loire, elle est arrosée par la Vienne qui la borde à l'ouest sur près de deux kilomètres, et par le ruisseau de Villevaleix qui prend sa source sur le territoire communal et qui, devenu la Diège, limite la commune au sud-est sur près de quatre kilomètres.
L'altitude minimale avec 691 ou 695 mètres, se trouve localisée à l'extrême sud-est, près du lieu-dit la Bouige Longue, là où la Diège quitte la commune et entre sur celle de Sornac. L'altitude maximale avec 953 ou 955 mètres est située au sud-ouest, en bordure de route départementale (RD) 36, au mont Audouze, (ou signal d'Audouze).
À l'intersection des RD 80, 174, 174E1 et 174E2, le bourg de Saint-Setiers est situé, en distances orthodromiques, dix-huit kilomètres au nord de Meymac et vingt-deux kilomètres au nord-ouest d'Ussel, la sous-préfecture.
Le territoire communal est également desservi par les RD 21, 36 et 174E4.
Entre les communes de Peyrelevade et Sornac, le GR 440 traverse le territoire communal sur environ quatorze kilomètres, passant dans le bourg de Saint-Setiers et les villages de Sounaleix et Feyssac.

### Communes limitrophes

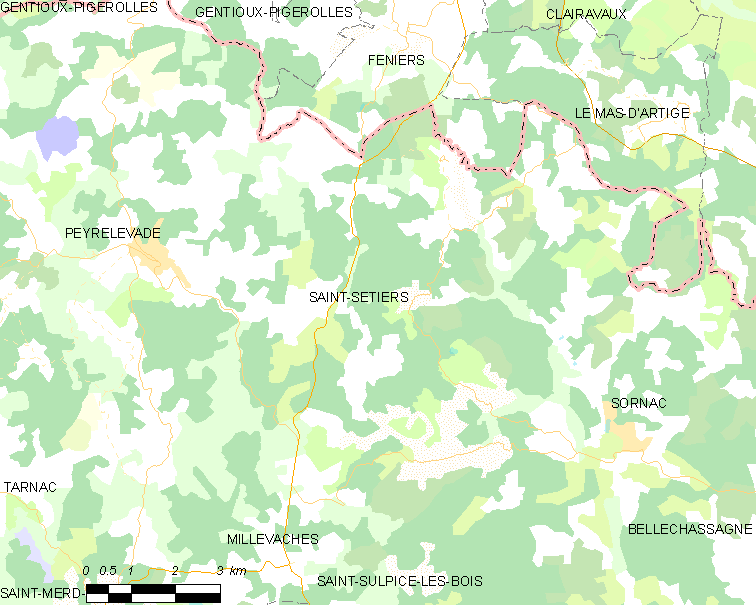
Carte de Saint-Setiers et des communes avoisinantes.

Saint-Setiers est limitrophe de quatre autres communes, dont une dans le département de la Creuse.
Au nord, elle est proche du territoire de deux autres communes de la Creuse : à 300 mètres du Mas-d'Artige et à 600 mètres de Gentioux-Pigerolles.
|             | Féniers (Creuse) |        |
| Peyrelevade | Saint-Setiers    | Sornac |
|             | Millevaches      |        |

### Climat
Pour des articles plus généraux, voir Climat de la Nouvelle-Aquitaine et Climat de la Corrèze.

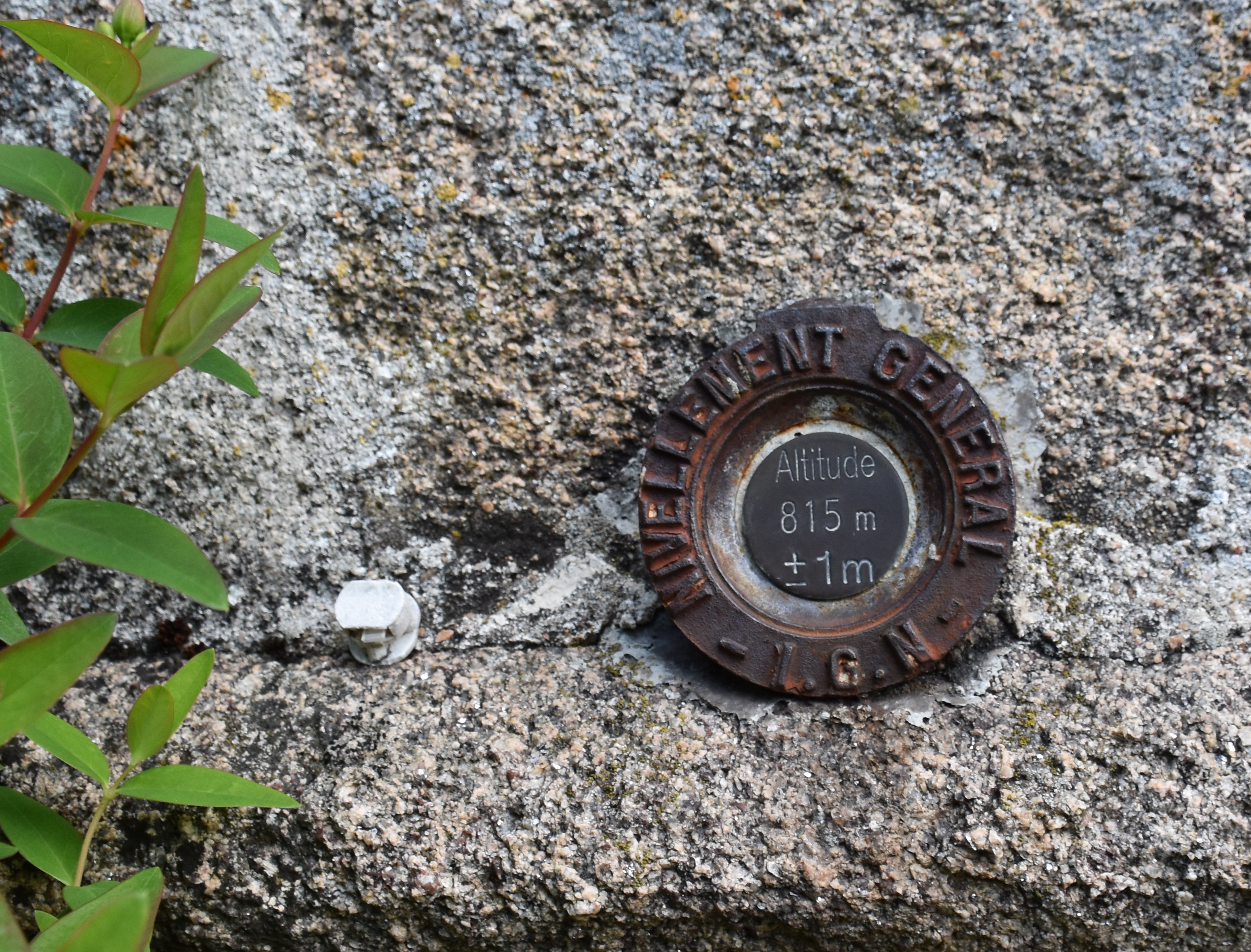
Borne de nivellement sur le mur de l'église - Altitude 815 m.jpg.

Historiquement, la commune est exposée à un climat montagnard.  
En 2020, Météo-France publie une typologie des climats de la France métropolitaine dans laquelle la commune est exposée à un climat de montagne et est dans la région climatique Ouest et nord-ouest du Massif Central, caractérisée par une pluviométrie annuelle de 900 à 1 500 mm, maximale en automne et en hiver.
Pour la période 1971-2000, la température annuelle moyenne est de 8,9 °C, avec  une amplitude thermique annuelle de 14,3 °C. Le cumul annuel moyen de précipitations est de 1 335 mm, avec 14,3 jours de précipitations en janvier et 8,3 jours en juillet. Pour la période 1991-2020, la température moyenne annuelle observée sur la station météorologique la plus proche, située sur la commune de Peyrelevade à 6 km à vol d'oiseau, est de 9,2 °C et le cumul annuel moyen de précipitations est de 1 338,6 mm,. Pour l'avenir, les paramètres climatiques de la commune estimés pour 2050 selon différents scénarios d’émission de gaz à effet de serre sont consultables sur un site dédié publié par Météo-France en novembre 2022.

## Urbanisme

### Typologie
Au 1er janvier 2024, Saint-Setiers est catégorisée commune rurale à habitat très dispersé, selon la nouvelle grille communale de densité à 7 niveaux définie par l'Insee en 2022.
Elle est située hors unité urbaine et hors attraction des villes,.

### Occupation des sols
L'occupation des sols de la commune, telle qu'elle ressort de la base de données européenne d’occupation biophysique des sols Corine Land Cover (CLC), est marquée par l'importance des forêts et milieux semi-naturels (66,9 % en 2018), en diminution par rapport à 1990 (71,2 %). La répartition détaillée en 2018 est la suivante : 
forêts (49,2 %), prairies (22,2 %), milieux à végétation arbustive et/ou herbacée (17,7 %), zones agricoles hétérogènes (9,6 %), terres arables (0,8 %), zones urbanisées (0,6 %).
L'évolution de l’occupation des sols de la commune et de ses infrastructures peut être observée sur les différentes représentations cartographiques du territoire : la carte de Cassini (XVIIIe siècle), la carte d'état-major (1820-1866) et les cartes ou photos aériennes de l'IGN pour la période actuelle (1950 à aujourd'hui).

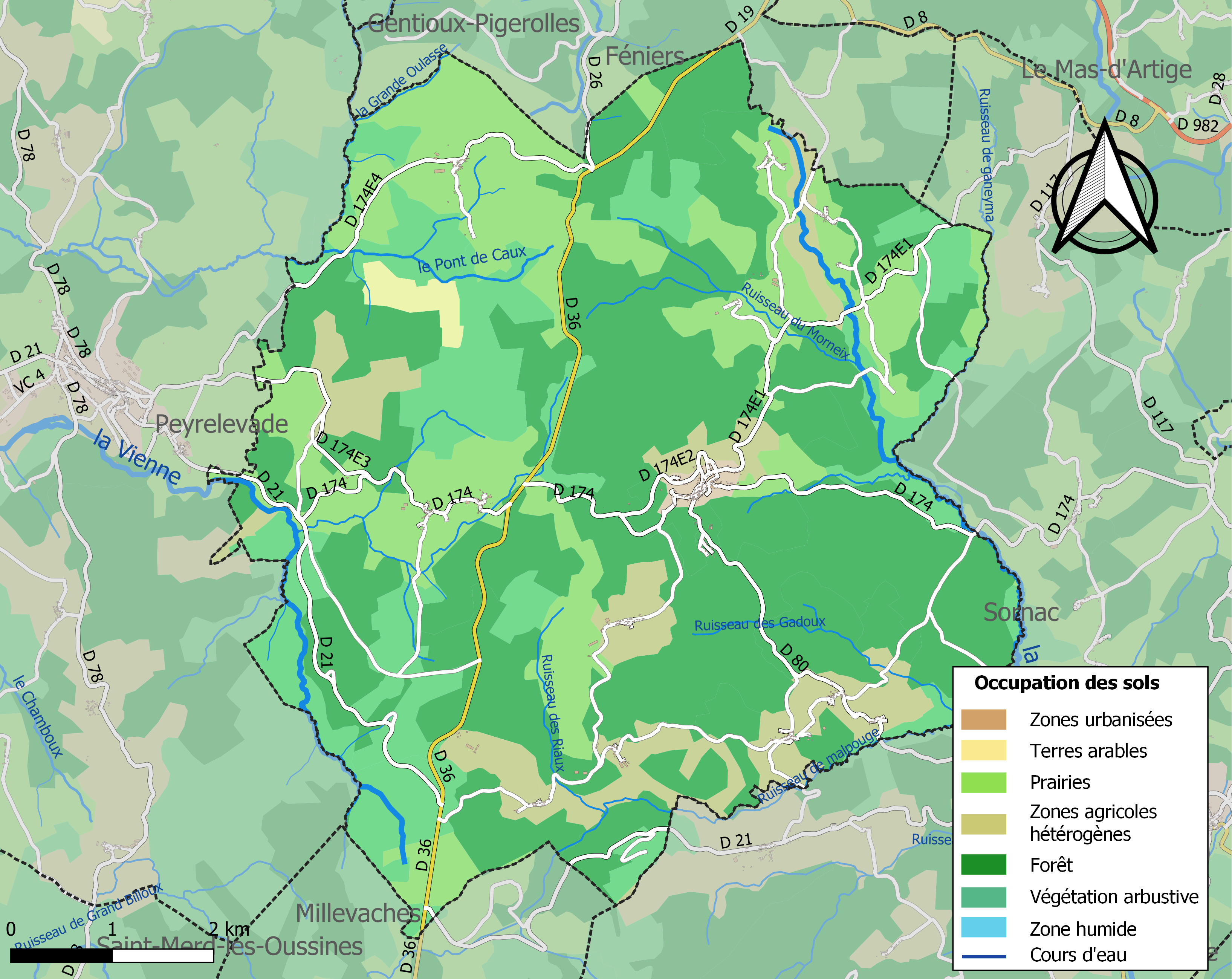
Carte des infrastructures et de l'occupation des sols de la commune en 2018 (CLC).

### Risques majeurs
Le territoire de la commune de Saint-Setiers est vulnérable à différents aléas naturels : météorologiques (tempête, orage, neige, grand froid, canicule ou sécheresse), feux de forêts et séisme (sismicité très faible). Il est également exposé à un risque particulier : le risque de radon. Un site publié par le BRGM permet d'évaluer simplement et rapidement les risques d'un bien localisé soit par son adresse soit par le numéro de sa parcelle.

#### Risques naturels

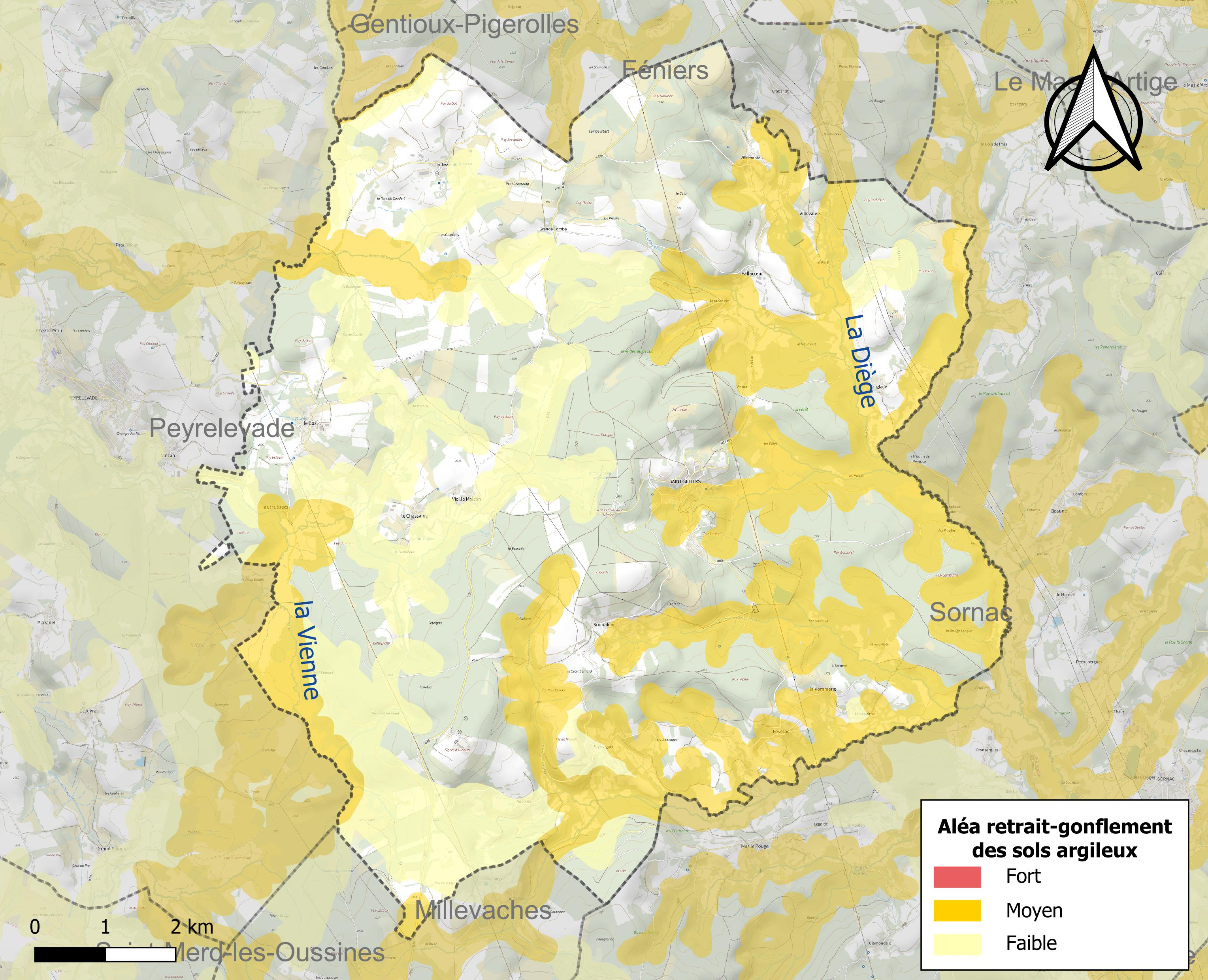
Carte des zones d'aléa retrait-gonflement des sols argileux de Saint-Setiers.

Le retrait-gonflement des sols argileux est susceptible d'engendrer des dommages importants aux bâtiments en cas d’alternance de périodes de sécheresse et de pluie. 30,1 % de la superficie communale est en aléa moyen ou fort (26,8 % au niveau départemental et 48,5 % au niveau national). Sur les 297 bâtiments dénombrés sur la commune en 2019,  108 sont en aléa moyen ou fort, soit 36 %, à comparer aux 36 % au niveau départemental et 54 % au niveau national. Une cartographie de l'exposition du territoire national au retrait gonflement des sols argileux est disponible sur le site du BRGM,.
Concernant les feux de forêt, aucun plan de prévention des risques incendie de forêt (PPRIF) n’a été établi en Corrèze, néanmoins le code de l’urbanisme impose la prise en compte des risques dans les documents d’urbanisme. Le périmètre des servitudes d'utilité publique et des zones d'obligation légale de débroussaillement pour les particuliers est quant à lui défini pour la commune dans une carte dédiée.

#### Risque particulier
Dans plusieurs parties du territoire national, le radon, accumulé dans certains logements ou autres locaux, peut constituer une source significative d’exposition de la population aux rayonnements ionisants. Certaines communes du département sont concernées par le risque radon à un niveau plus ou moins élevé. Selon la classification de 2018, la commune de Saint-Setiers est classée en zone 3, à savoir zone à potentiel radon significatif.

## Toponymie
La localité de Saint-Setiers apparaît dans les archives en 1315 sous l'appellation Sancti Sagittarii, signifiant « Saint Sagittaire ».

## Politique et administration

### Administration municipale
Le nombre d'habitants au dernier recensement étant compris entre 100 et 499, le nombre de membres du conseil municipal est de 11.

## Population et société

### Démographie

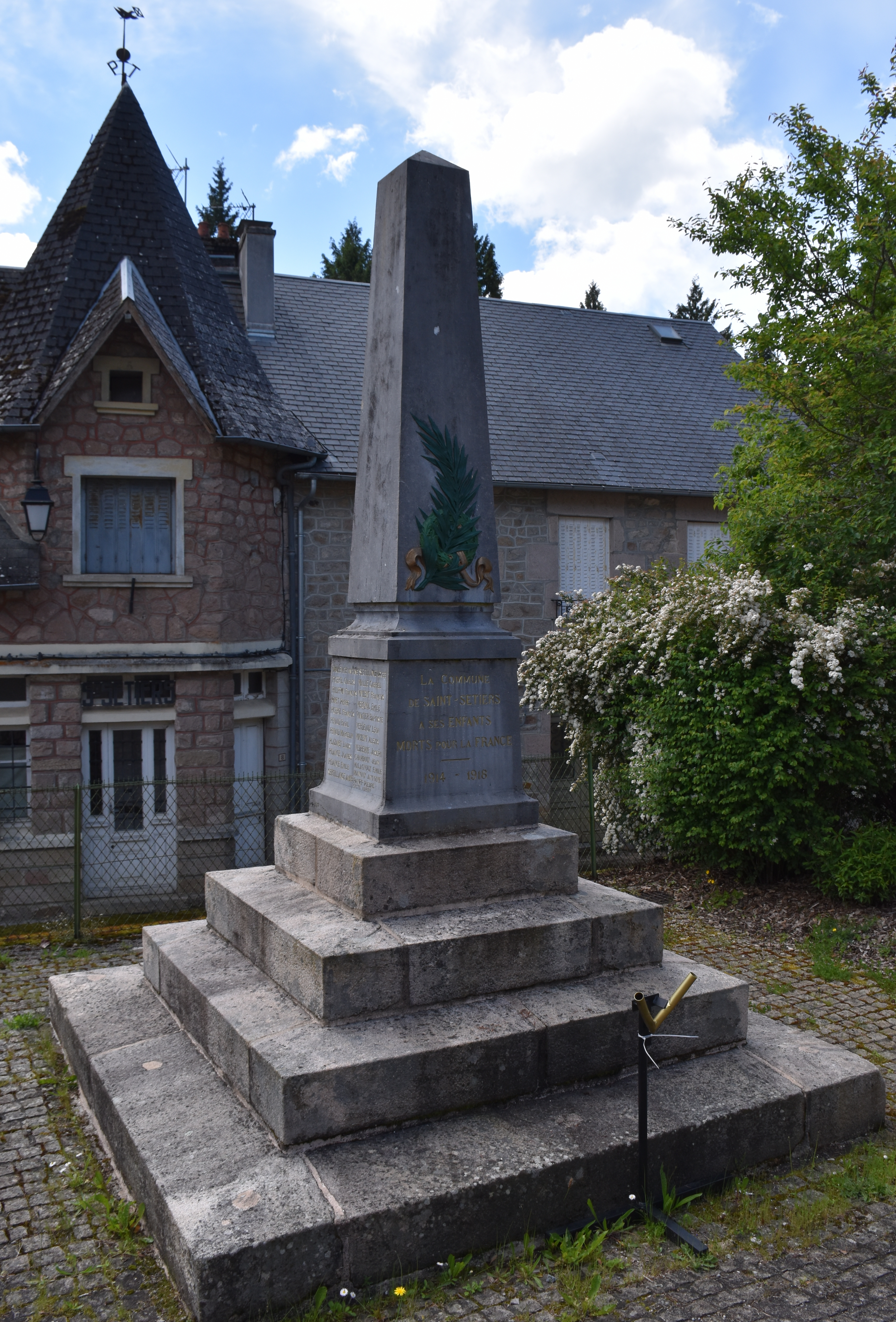
Le monument aux morts.

L'évolution du nombre d'habitants est connue à travers les recensements de la population effectués dans la commune depuis 1793. Pour les communes de moins de 10 000 habitants, une enquête de recensement portant sur toute la population est réalisée tous les cinq ans, les populations de référence des années intermédiaires étant quant à elles estimées par interpolation ou extrapolation. Pour la commune, le premier recensement exhaustif entrant dans le cadre du nouveau dispositif a été réalisé en 2008.

En 2022, la commune comptait 266 habitants, en évolution de −6,01 % par rapport à 2016 (Corrèze : −0,59 %, France hors Mayotte : +2,11 %).
| 1793  | 1800  | 1806  | 1821  | 1831  | 1836  | 1841  | 1846  | 1851  |
| ----- | ----- | ----- | ----- | ----- | ----- | ----- | ----- | ----- |
| 1 250 | 1 235 | 1 262 | 1 239 | 1 278 | 1 291 | 1 322 | 1 368 | 1 498 |

| 1856  | 1861  | 1866  | 1872  | 1876  | 1881  | 1886  | 1891  | 1896  |
| ----- | ----- | ----- | ----- | ----- | ----- | ----- | ----- | ----- |
| 1 410 | 1 413 | 1 472 | 1 442 | 1 457 | 1 479 | 1 590 | 1 622 | 1 631 |

| 1901  | 1906  | 1911  | 1921  | 1926  | 1931  | 1936  | 1946  | 1954 |
| ----- | ----- | ----- | ----- | ----- | ----- | ----- | ----- | ---- |
| 1 564 | 1 552 | 1 514 | 1 048 | 1 084 | 1 212 | 1 257 | 1 259 | 825  |

| 1962 | 1968 | 1975 | 1982 | 1990 | 1999 | 2006 | 2008 | 2013 |
| ---- | ---- | ---- | ---- | ---- | ---- | ---- | ---- | ---- |
| 712  | 608  | 298  | 297  | 281  | 245  | 240  | 234  | 280  |

| 2018 | 2022 | - | - | - | - | - | - | - |
| ---- | ---- | - | - | - | - | - | - | - |
| 286  | 266  | - | - | - | - | - | - | - |

## Culture locale et patrimoine

### Lieux et monuments
- Église Saint-Sagittaire de Saint-Setiers. Elle est inscrite à l'Inventaire général du patrimoine culturel[26].

#### Statuaires ou autres objets à caractère religieux[27]
- Statue de Sornac : Vierge à l'Enfant. D'après la tradition orale, cette statue vient de l'église de Saint-Setiers. Par la suite, cette-dernière aurait été transmise par le curé de Saint-Setiers à la famille Dunaigre pour la remercier des vitraux dont elle a fait don à l'église. Pour plus d'informations, consulter le lien suivant[28],[29] :
- Baiser de paix : objet se trouvant à l'intérieur de l'église paroissiale de Saint-Sagittaire à Saint-Setiers, datant probablement du XIXe siècle. Pour plus de précisions consulter le lien suivant[30] : (ne pas oublier de regarder le dossier)
- Croix de procession en bois et cuivre du XIXe siècle : Christ en croix. Se trouve à l'église paroissiale de Saint-Setiers. Pour plus de précisions consulter le lien suivant[31] : (ne pas oublier de regarder le dossier)
- Croix en bois : Christ en croix du XIXe siècle à l'église paroissiale de Saint-Setiers. Pour plus de précisions consulter le lien suivant[32] : (ne pas oublier de regarder le dossier)
- Statuette en bois de la première moitié du XIXe siècle : Immaculée conception qui se trouve à l'église paroissiale de Saint-Setiers. Pour plus de précisions, consulter le lien suivant[33] : (ne pas oublier de regarder le dossier)
- Statuette en bois de la première moitié du XIXe siècle : Immaculée conception qui se trouve à l'église paroissiale de Saint-Setiers. Pour plus de précisions consulter le lien suivant[34] : (ne pas oublier de regarder le dossier)
- Buste reliquaire, en bois, représentant Saint-Sagittaire qui se trouve à l'église paroissiale de Saint-Setiers et date de la deuxième moitié du XVIIe siècle. Pour plus de précisions, consulter le lien suivant[35],[36] :(ne pas oublier de consulter le dossier)
- Bénitier en granit du XVIIIe siècle à l'intérieur de l'église paroissiale de Saint-Setiers. Pour plus de précisions, consulter le lien suivant[37] : (ne pas oublier de consulter le dossier)
- Cuve de chaire à prêcher néogothique de la deuxième moitié du XIXe siècle à l'intérieur de l'église paroissiale de Saint-Setiers. Pour plus de précisions, consulter le lien suivant[38] : (ne pas oublier de regarder le dossier)
- Statue du XVIIIe siècle de saint Jean-Baptiste, en bois, à l'intérieur de l'église de Saint-Setiers. Pour plus de précisions, consulter le lien suivant[39] : (ne pas oublier de regarder le dossier)
- Autel, gradin d'autel, tabernacle, en bois, du XIXe/XXe siècles à l'intérieur de l'église de Saint-Setiers. Pour plus de précisions, consulter le lien suivant[40] : (ne pas oublier de regarder le dossier)
- Deux vases d'autel, en porcelaine dure de Limoges, de la deuxième moitié du XIXe siècle à l'intérieur de l'église de Saint-Setiers. Pour plus de précisions, consulter le lien suivant[41] : (ne pas oublier de regarder le dossier)
- Ciboire des malades en argent, de la deuxième moitié du XIXe siècle, à l'intérieur de l'église de Saint-Setiers. Il a été fabriqué par l'orfèvre Jean-Baptiste Garnier à Paris. Pour plus de précisions, consulter le lien suivant[42] : (ne pas oublier de regarder le dossier)
- Chef reliquaire de saint Jean-Baptiste, en bois, datant du XVIIe/XVIIIe siècles, à l'intérieur de l'église de Saint-Setiers. Pour plus de précisions, consulter le lien suivant[43] : (ne pas oublier de regarder le dossier)
- Maître-autel et tour eucharistique à dais d'exposition, néogothiques, en bois, datant de la deuxième moitié du XIXe siècle, à l'intérieur de l'église de Saint-Setiers. Pour plus de précisions, consulter le lien suivant[44] : (ne pas oublier de regarder le dossier)
- Le vitrail représentant saint Sagittaire, à l'église de Saint-Setiers, a été exécuté par le peintre-verrier L. Saint-Blancat en 1901 à Toulouse (Haute-Garonne). Pour plus de précisions, consulter le lien suivant[45] : (ne pas oublier de regarder le dossier)
- Un calice en argent de l'église de Saint-Setiers fait à Paris entre 1819 et 1838. Pour plus de précisions, consulter le lien suivant[46] : (ne pas oublier de regarder le dossier)

#### Mobiliers
- Un coffre de mariage du canton de Bugeat (Corrèze) mais qui a été fabriqué dans la région de Saint-Setiers vers 1771. Pour plus de précisions, consulter le lien suivant[47] : (ne pas oublier de regarder le dossier)
- Armoire en chêne du canton de Bugeat (Corrèze) datant du XIXe siècle et fabriqué à Saint-Setiers. Pour plus de précisions, consulter le lien suivant[48] : (ne pas oublier de regarder le dossier)
- Armoire en chêne du canton de Sornac (Corrèze) fabriquée à Saint-Setiers en 1823. Pour plus de précisions, consulter le lien suivant[49] : (ne pas oublier de regarder le dossier)
- Un coffre de mariage du canton de Sornac (Corrèze) en chêne fabriqué à Saint-Setiers à la fin du XVIIe siècle. Pour plus de précisions, consulter le lien suivant[50] : (ne pas oublier de regarder le dossier)
- Deux cache-pots en porcelaine de Limoges du XIXe/XXe siècles, qui se trouvent à l'église paroissiale de Saint-Sagittaire à Saint-Setiers. Pour plus de précisions, consulter le lien suivant[51] : (ne pas oublier de regarder le dossier)
- Jardinière à fleurs en faïence de la 1re moitié du XXe siècle qui se trouvent à l'église paroissiale de Saint-Sagittaire à Saint-Setiers. Pour plus de précisions, consulter le lien suivant[52] :(ne pas oublier de regarder le dossier)
- Deux vases à fleurs, en porcelaine de Limoges, de l'église de Saint-Setiers datant de la deuxième moitié du XIXe siècle. Pour plus de précisions, consulter le lien suivant[53] : (ne pas oublier de regarder le dossier)

#### Fermes de Saint-Setiers
- Sanctuaire de saint Sagittaire, comprenant, de part et d'autre d'une ancienne voie romaine  une chapelle et une fontaine. Certains attribuent plusieurs miracles à ce saint local, martyr des tout  premiers siècles de la chrétienté. Ses reliques sont déposées dans un buste-reliquaire situé dans l'église du village. Celui-ci est porté en procession chaque année, le 13 mai, de l'église au sanctuaire.
- Le pont de Puy-Redon sur la Diège, construit en 1899 entre le Puy-Redon et la rive gauche de la Diège par les communes de Saint-Setiers et de Sornac qui ont payé les travaux pour 8902 francs. Les subventions départementales ont été de 3886 francs, et celles de l'État de 5016 francs[54].

### Patrimoine naturel
.

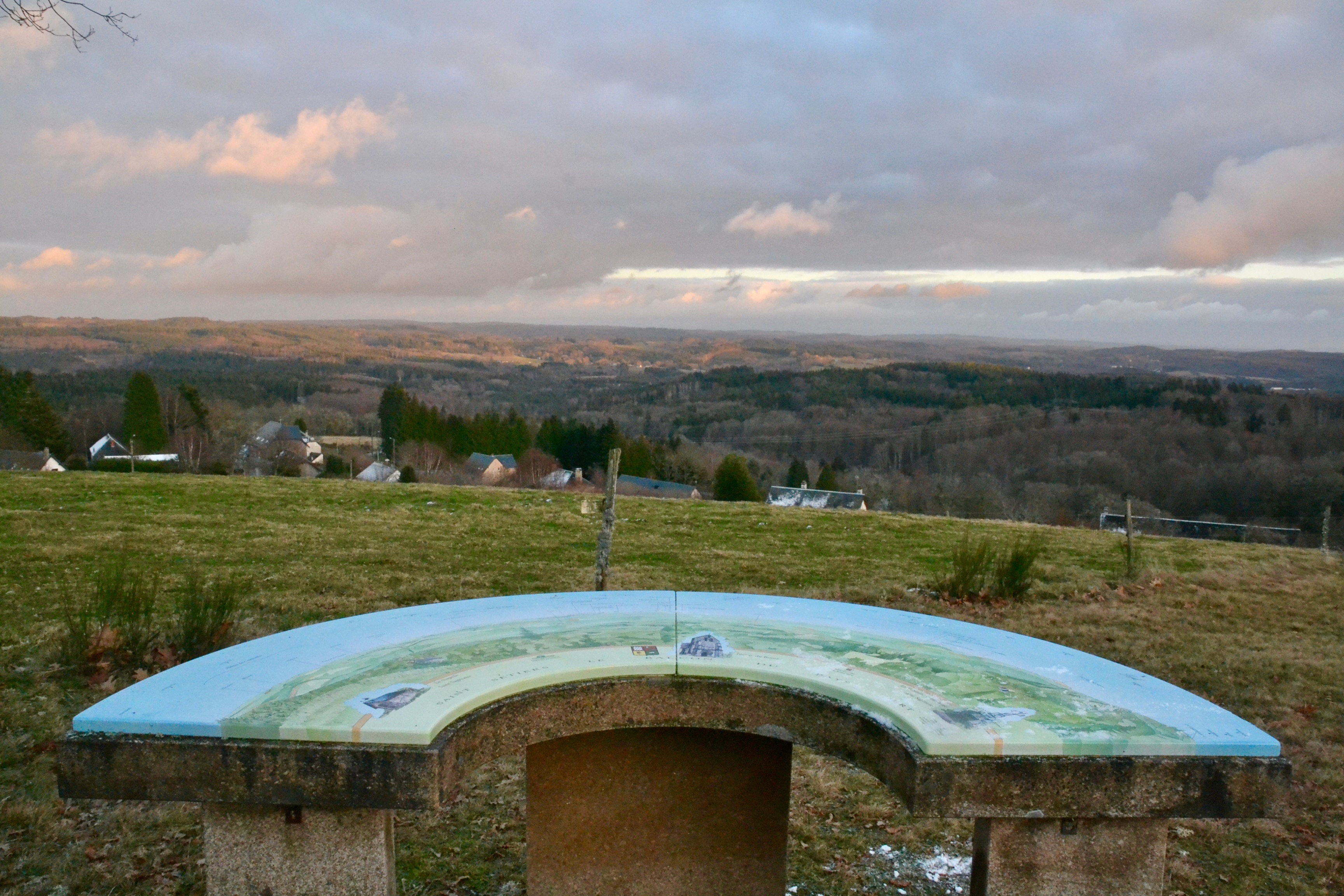
Table d'orientation de Saint-Setiers

Le territoire communal est entièrement situé dans le parc naturel régional de Millevaches en Limousin.
En bordure du bourg de Saint-Setiers se trouve un parc arboretum privé, ouvert de mai à octobre.

##### Les soldats morts de la Guerre de 1914-1918 originaires de Saint-Setiers

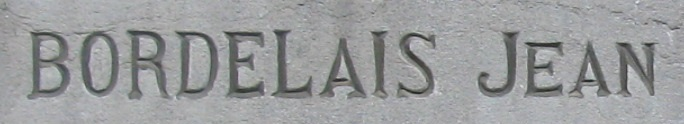
Monuments aux morts de Saint-Setiers

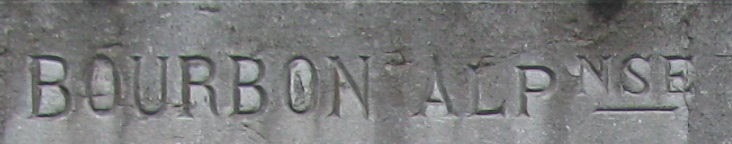
Monument aux morts de Saint-Setiers

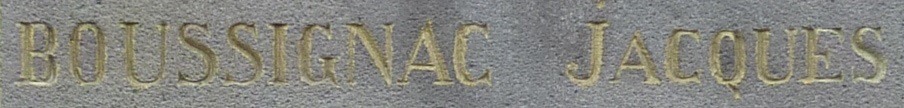
Monument aux morts de Bellechassagne

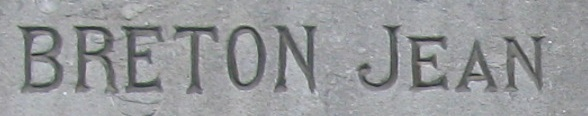
Monument aux morts de Saint-Setiers

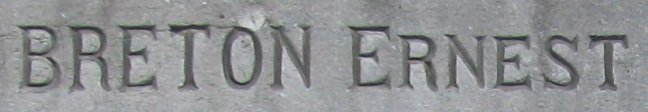
Monument aux morts de Saint-Setiers

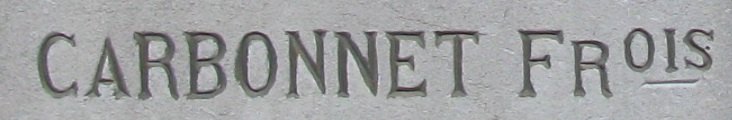
Monument aux morts de Saint-Setiers

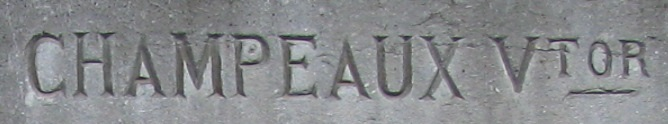
Monument aux morts de Saint-Setiers

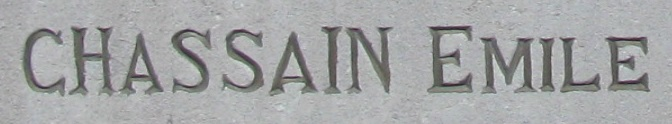
Monument aux morts de Saint-Setiers

### Héraldique
| Blason de Saint-Setiers | Blason  | Écartelé : au 1er d'hermine à la bordure de gueules, au 2e de même au socle d'argent maçonné de sable, surmonté d'un croix latine d'argent et posé à l'angle dextre du chef, à la bande ondée d'azur naissant de la base du socle, au 3e d'or à la branche de bruyère de sinople, au 4e de sinople au mouton paissant d'argent. |
| Blason de Saint-Setiers | Détails | Le statut officiel du blason reste à déterminer. |